# Corneille de la Komela

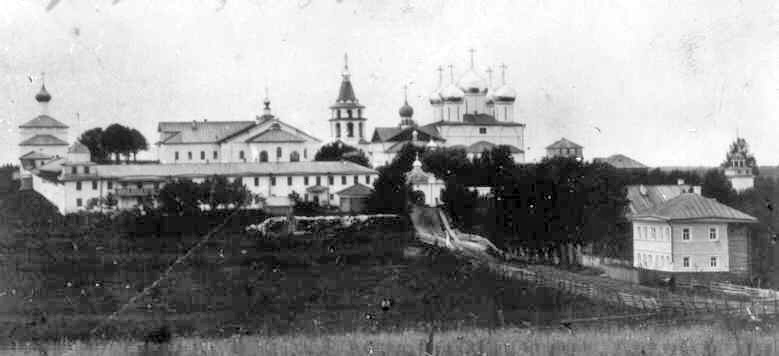
Le monastère Saint-Corneille de la Komela tel qu'il était avant la période soviétique

Corneille de la Komela (Корнилий Комельский, Cornili Komelski) (°1455 ou 1457 - +1537), est un moine et ascète russe. C'est un saint orthodoxe fêté le 19 mai.

## Histoire et tradition
Corneille prend l'habit au monastère Saint-Cyrille de Beloozero (vers 1477), le quitte, y revient ensuite, visite différents monastères. Attiré par la vie érémitique, il se retire plusieurs fois. On a des traces d'un ermitage près de Novgorod, puis un près de Tver, près de l'ermitage de Saint-Sabas. Puis il abandonne la vie d'ermite pour fonder un monastère, l'actuel monastère Saint-Corneille de la Komela (ru) et en édicte même une règle, toujours conservée.
Il est déclaré vénérable par l'Église orthodoxe. Il a eu parmi ses disciples saint Philippe de l'Irap (1493-1537).

## Sources
SINICYNA Nina V, « Les types de monastères en Russie et l'idéal ascétique russe (XVe-XVIIe siècles) », in Moines et monastères dans les sociétés de rite grec et latin, éd. par Jean-Loup Lemaître, Michel Dmitriev et Pierre Gonneau, École pratique des hautes Études, Ive section, sciences historiques et philologiques, V, Hautes études médiévales et modernes, 76, Genève, Droz, 1996, p19